# 시청자의 눈
《시청자의 눈》은 YTN의 프로그램에 대해 방송하는 프로그램이다.

## 기획 의도
- 시청자들의 다양한 의견을 수렴하고 전달하는 프로그램이다.

## 역대 진행자
- 정찬배 앵커
- 김정아 앵커
- 오동건 앵커

## 코너
- 뉴스 진단
- 내가 본 마이티엔
- 모니터 보고
- 매체 비평

## 같이 보기
- TV비평 시청자 데스크 (KBS)
- 탐나는 TV (MBC)
- 열린 TV 시청자 세상 (SBS)
- 시청자 의회 (JTBC)
- TV비평 시청자데스크 (KBS)
- 열린비평 TV를 말하다 (TV조선)
- 열린TV 열린세상 (MBN)
- 바로보는TV 옴부즈맨 (연합뉴스TV)
- 클릭 KNN 시청자 세상 (KNN)
- 열린TBC (TBC 대구방송)
- 열린 TV 시청자세상 (kbc 광주방송)